# 掲東区
掲東区（けいとうく）は中華人民共和国広東省掲陽市に位置する市轄区。

## 歴史
1991年に掲東県が掲陽県より分割設置された。
2012年12月、榕城区・掲東県の各一部が合併し、掲東区が発足。掲東県の残部が榕城区に編入された。

## 行政区画
下部に2街道、11鎮を管轄する
- 街道
  - 曲渓街道、磐東街道
- 鎮
  - 雲路鎮、玉滘鎮、錫場鎮、新亨鎮、玉湖鎮、埔田鎮、霖磐鎮、月城鎮、白塔鎮、竜尾鎮、桂嶺鎮

## 交通

### 鉄道

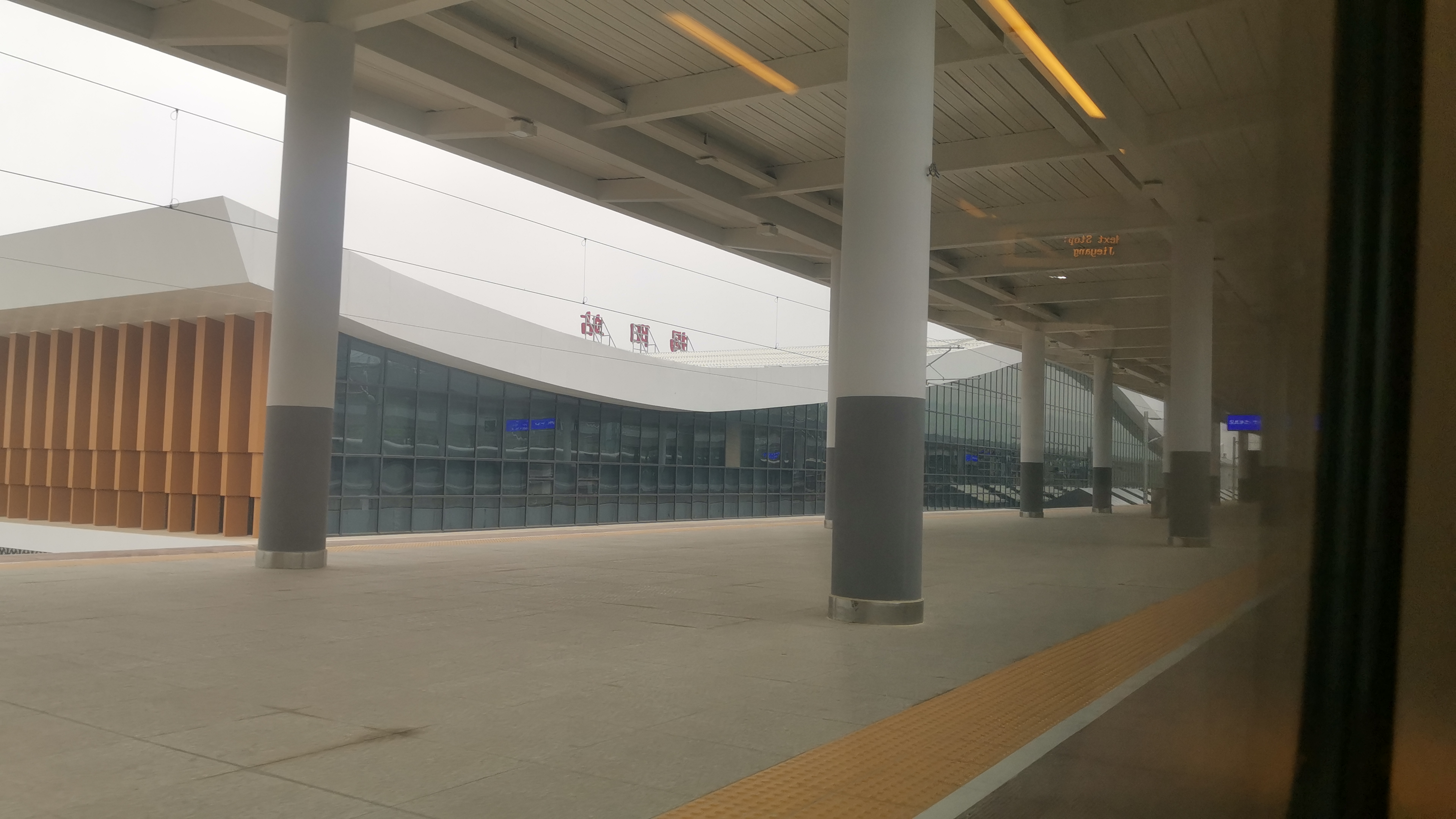
掲陽駅

- 中国国家鉄路集団
  - 梅汕線（中国語版）
    - 掲陽駅

### 道路
- 高速道路
  -  汕昆高速道路
  -  掲普恵高速道路（中国語版）
- 国道
  - G206国道（中国語版）